# Watchung
Watchung is een plaats (borough) in de Amerikaanse staat New Jersey, en valt bestuurlijk gezien onder Somerset County.

## Demografie
Bij de volkstelling in 2000 werd het aantal inwoners vastgesteld op 5613.
In 2006 is het aantal inwoners door het United States Census Bureau geschat op 6284, een stijging van 671 (12,0%).

## Geografie
Volgens het United States Census Bureau beslaat de plaats een oppervlakte van
15,6 km², geheel bestaande uit land.

## Geboren
- Laura Prepon (1980), actrice

## Plaatsen in de nabije omgeving
De onderstaande figuur toont nabijgelegen plaatsen in een straal van 8 km rond Watchung.